# Abd Al-Malik (calife omeyyade)
Pour les articles homonymes, voir Abd al-Malik et Al-Malik.
Abd Al-Malik ou Abou Al-Walid Abd Al-Malik ibn Marwān (en arabe : أبو الوليد عبد الملك بن مروان), né en 646 et mort en 705, est le cinquième calife omeyyade. Il succède à son père Marwān Ier en 685. Connu pour sa bonne éducation et sa compétence, il pacifie le Califat omeyyade contre Abd Allah ibn az-Zubayr (qui ne s'était pas rebellé vu qu'il détenait lui aussi le Califat dans une grande partie du monde musulman), puis il étend ses frontières, en Afrique du Nord et en Inde notamment. Le règne de Abd Al-Malik est également marqué par l'apparition des premières pièces de monnaie omeyyades, ainsi que par différentes réformes, notamment dans les domaines de l'agriculture et du commerce.

## Jeunesse
Abd al-Malik voit le jour en juillet ou août 644 ou bien en juin ou juillet 647. Il naît à Médine, dans la maison de son père, le futur Marwān Ier,. Sa mère, A'icha, est la fille de Mu'awiya ibn al-Mughira. Ses deux parents appartiennent au clan des Banu Umayya, l'un des plus puissants de la tribu des Quraych,. Mahomet est lui-même un membre de cette tribu, laquelle refuse un temps d'adhérer à l'islam, avant de s'y convertir en 630. À partir de cette date, les Quraych dominent le monde politique musulman. Abd al-Malik appartient à la première génération des individus nés musulmans. Son éducation, au coeur du monde islamique naissant, est généralement décrite comme pieuse et rigoureuse. Il aurait développé très tôt un intérêt pour la théologie et pourrait avoir appris par cœur le Coran.
Le père d'Abd al-Malik est un lieutenant du calife Othman, issu de la même grande famille. En 656, Abd al-Malik est le témoin de l'assassinat d'Othman à Médine, un événement qui l'aurait marqué et expliquerait sa méfiance, voire sa défiance à l'égard des habitants de la ville. Six ans plus tard, il se distingue dans une campagne navale contre l'Empire byzantin. Il est nommé à la tête d'une unité navale par son lointain cousin, le désormais calife Mu'awiya, fondateur de la dynastie des Omeyyades. Il retourne ensuite vers Médine où il assiste son père, alors gouverneur. Il est plus précisément le katib (secrétaire) du diwan (administration) municipal. De même que les autres Omeyyades du Hedjaz, Abd al-Malik entretient peu de liens avec Mu'awiya, qui gouverne depuis Damas. Mu'awiya appartient au clan des Sufyanides, alors qu'Abd al-Malik se rattache à la lignée d'Abu al-As. Quand une révolte éclate contre Yazid Ier (successeur de Mu'awiya) à Médine en 683, les Omeyyades encore présents dans la ville sont expulsés, comprenant Abd al-Malik. Celui-ci rejoint alors Damas où il rencontre l'armée de Muslim ibn Uqba, envoyée combattre les Médinois. Il lui donne alors des informations sur les défenses de la ville et les rebelles sont finalement vaincus lors de la bataille d'Al-Harra en août 683, même si l'armée loyaliste se replie quand elle apprend peu après la mort de Yazid.
La mort de Yazid, puis de son successeur, Muʿawiya II, dès 684, entraîne un vide du pouvoir à Damas. L'autorité omeyyade s'effondre dans le califat, tandis que les provinces se tournent généralement vers Abd Allah ibn az-Zubayr, basé à La Mecque. En Syrie, les tribus arabes alliées des Omeyyades, notamment les Banu Kalb, peinent à maintenir leurs positions. En Syrie, les partisans des Omeyyades tentent de se replier, comme le gouverneur d'Irak Ubayd Allah ben Ziyad, où ils rejoignent Marwan, le père d'Abd al-Malik qui coalise les Omeyyades et finit par se porter candidat au califat. Soutenu par les tribus, Marwan devient de fait le client des Banu Kalb et de leurs alliés, appartenant à la confédération de Yaman. Celle-ci s'oppose alors aux Qaysites, nouveaux venus en Syrie et qui dominent le nord de cette région ainsi que la Jézireh et qui se sont tournés vers Ibn al-Zubayr. Ils sont vaincus dès 684 par Marwan lors de la bataille de Marj Rahit, sans être soumis. Selon des récits historiques, Abd al-Malik se serait abstenu de participer à cette bataille pour des raisons religieuses.

## Accession au pouvoir
Abd al-Malik est un proche conseiller de son père. Il assure une forme de régence quand Marwan part reconquérir l'Egypte en 684. Quand Marwan revient en 685, il tient un conseil dans lequel il nomme Abd al-Malik comme gouverneur de Palestine et comme son successeur désigné, suivi par son frère, Abd al-Aziz. Cette décision rompt l'accord passé auparavant, qui prévoyait la succession du fils de Yazid, Khalid ou, à défaut, par le gouverneur de Médine, Al-Ashdaq. Néanmoins, Marwan obtient des serments d'allégeance de la part de confédération Yaman. Si l'historien Gerald Hawting souligne le manque d'expérience politique d'Abd al-Malik, Dixon soutient au contraire que ce sont ses qualités politiques et sa connaissance de l'administration, tant centrale que provinciale, qui légitiment sa nomination. En effet, il rappelle qu'il est nommé très jeune à différentes fonctions. Marwan meurt dès avril 685 et l'intronisation d'Abd al-Malik est facilitée par le soutien dont il jouit dans l'élite tribale syrienne. Il est proclamé calife à Jérusalem si l'on en croit le récit de Khalifah ibn Khayyat.

## Premières années

### Difficultés en Irak
La mission principale d'Abd al-Malik est de rétablir l'autorité califale dans différentes provinces, dont l'Irak. Celle-ci est la plus riche mais également le lieu d'implantation d'un grand nombre d'Arabes, qui forment alors le coeur de l'armée du calife. En cela, l'Irak se distingue de l'Egypte, qui contribue largement aux rentrées fiscales mais dont la communauté arabe est peu nombreuse et n'a donc que peu d'intérêt pour le recrutement militaire. Or, l'armée reste l'élément fondamental du pouvoir des Omeyyades. En outre, la composante syrienne de l'armée est partagée entre les soldats issus de confédération Yamani et ceux issus de la confédération Qaysi. De plus en plus, le pouvoir des Marwanides s'efforce d'élargir le recrutement à cette deuxième confédération, pour renforcer les effectifs.
La reprise en main de l'Irak est alors confiée à Ibn Ziyad. Celui-ci doit faire face aux forces partisanes d'Al-Hussein ibn Ali, dirigées par Moukhtar ath-Thaqafi et qui sont surtout basées à Koufa. Elles s'opposent aux hommes de Mus'ab ibn al-Zubayr à Bassora. En 686, Ibn Ziyad est vaincu à la bataille de Khazir, lors de laquelle il perd la vie, face aux soldats de Moukhtar. Pour Abd al-Malik, c'est une défaite majeure car il perd nombre de ses officiers. Pendant près de cinq ans, il se refuse à lancer une grande offensive en Irak, laissant Mus'ab prendre le dessus et tuer Moukhtar.
Finalement, le calife se concentre sur la Syrie. En effet, la rivalité entre Qays et Yamani constitue une autre difficulté. Un général qaysite, Umayr ibn al-Hubab al-Sulami, décide de rejoindre la rébellion de Zufar. Toutefois, il échoue dans ses raids contre la tribu encore largement chrétienne des Banu Taghlib, lesquels s'allient de fait avec les Yaman et les Omeyyades, auxquels ils envoient la tête d'Umayr quand il est tué en 689.

### Trahison de Amr ibn Said
En 689, Abd Al-Malik part vers l'Irak, laissant à Amr ibn Said la gestion de Damas. Amr avait reçu auparavant de Marwān Ier la promesse de lui succéder, promesse qui n'est pas tenue étant donné que c'est Abd Al-Malik qui succède à son père. Amr ibn Said profite alors du départ de Abd Al-Malik vers l'Irak pour usurper le pouvoir. Abd Al-Malik revient sur ses pas et assiège Damas. Amr ibn Said, voyant que ses troupes lui font défection pour se ranger du côté de Abd Al-Malik, est obligé de céder. Il est décapité peu après.

### Guerre avec l'Empire byzantin

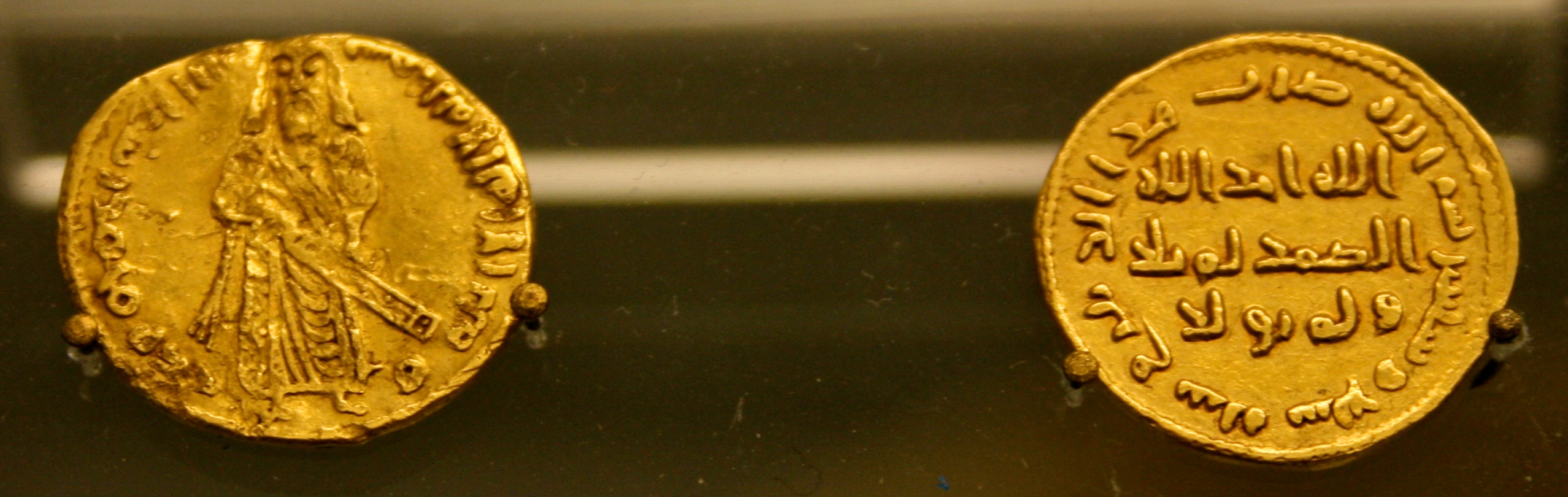
Dinars omeyyades à l'époque de Abd Al-Malik : à gauche, avers d'un dinar avant la réforme monétaire.

Carte de la frontière arabo-byzantine.

En Syrie, les Omeyyades font face au regain offensif de l'Empire byzantin depuis l'échec du siège de Constantinople (674-678). En 679, une trêve de trente ans a été conclue, imposant un tribut de 3 000 pièces d'or, cinquante chevaux et cinquante esclaves aux Omeyyades. Ces derniers doivent également retirer leurs troupes des bases avancées qu'elles occupent sur la côte byzantine. L'éclatement de la guerre civile musulmane permet à l'empereur Constantin IV d'exiger des concessions territoriales et un tribut plus important. En 685, il mène une armée vers Mopsueste et s'apprête à traverser la frontière pour soutenir les Mardaïtes, une population chrétienne de Syrie alors en sédition. Préférant éviter l'ouverture de ce front, Abd al-Malik consent à un tribut journalier de 1 000 pièces d'or, un cheval et un esclave pendant un an. 
Justinien II, qui succède à Constantin IV en 685, est plus agressif. Toutefois, la thèse d'une implication directe des Byzantins dans les troubles syriens reste discutée. Elle est soutenue par le chroniqueur musulman Al-Baladhuri mais les Byzantins pourraient s'être contentés de soutenir les Mardaïtes. Ces derniers lancent des raids jusqu'au mont Liban et sur la Haute Galilée. En 688, les Byzantins reprennent même brièvement Antioche. En 689, une nouvelle paix est conclue, favorable aux Byzantins. Selon Théophane le Confesseur, elle répercute le même tribut que celui de 685, tandis qu'une forme de condominium est établi sur Chypre, l'Arménie et l'Ibérie. Les Byzantins acceptent également d'accueillir les Mardaïtes sur leur sol. Selon le chroniqueur plus tardif Michel le Syrien, les Byzantins reprennent le contrôle de l'Arménie et même de l'Azerbaïdjan. Toutefois, cette dernière région n'est alors contrôlée par aucun des deux empires et il apparaît plus probable que Abd al-Malik laisse aux Byzantins le loisir de s'ingérer dans les affaires de cette zone, alors en sédition contre lui. En dépit des concessions, ce traité assure la paix à Abd al-Malik et oriente les Byzantins contre ses adversaires internes. Au total, ce sont 12 000 Mardaïtes qui sont expulsés du califat, de nombreux autres demeurant en Syrie où ils ne sont soumis que sous le règne d'Al-Walid Ier. Dans l'intervalle, ils continuent d'être une source d'insécurité pour les Omeyyades.
La contre-offensive byzantine représente la première réaction significative d'un peuple vaincu lors des premiers temps de l'expansion de l'islam. Par ailleurs, les contestations des Mardaïtes démontrent les limites de la loyauté des Chrétiens de Syrie à l'encontre du pouvoir califal. L'historien Khalid Yahya Blankinship décrit le traité de 689 comme un accord onéreux et humiliant et considère que la capacité du calife à payer le très lourd tribut, tout en finançant son effort de guerre, s'explique par l'accumulation de butins lors des conquêtes précédentes, qui ont rempli le trésor impérial.

### Révolte d'Al-Ashdaq et répression des Qaysites
En 689/690, Abd al-Malik profite du répit octroyé par la trêve avec les Byzantins pour combattre as-Zubayr en Irak. Néanmoins, rapidement, il doit revenir à Damas pour combattre al-Ashdaq qui a fait défection et s'est emparé de la ville. Pour al-Ashdaq, le calife n'est pas légitime. Il est assiégé pendant seize jours et se voit promettre la vie sauve en échange de sa reddition. S'il accepte de se rendre, Abd al-Malik revient sur sa décision et le fait exécuter.
En Irak, le principal obstacle d'Abd al-Malik reste le contrôle d'al-Qarqisiya par Zoufar, malgré plusieurs tentatives pour l'en déloger. Il profite de cette base pour lancer des raids et causer des pertes importantes parmi les tribus alliées au calife dans la Jézireh. Abd al-Malik finit par diriger en personne le siège d'al-Qarqisiya durant l'été 691. Il finit par obtenir la défection de Zufar et des Qaysites alliés à Zubayr. En échange, ils obtiennent une position privilégiée au sein de sa cour et de son armée. Dès lors, les forces syriennes du calife ont l'avantage et peuvent reprendre le contrôle de la Jézireh. C'est aussi à cette date que la cour califale est partagée entre les Qaysites et les Yaman, en position de force jusque-là ; le calife s'efforçant de trouver un équilibre entre les deux factions

### La fin de Abd Allah ibn az-Zubayr et la pacification du califat
La consolidation de l'autorité califale en Syrie et dans la Jézireh permet à Abd al-Malik de se concentrer sur la reconquête de l'Irak. Si Mus'ab s'enlise dans sa lutte contre les Kharidjites et peine à convaincre les tribus arabes de Bassora et de Koufa à le soutenir, Abd al-Malik s'engage personnellement dans des contacts avec celles-ci. Ainsi, dès 691, il pénètre en Irak à la tête d'une armée. Ayant convaincu les principaux chefs tribaux de le rejoindre, il peut reconquérir sans grandes difficultés la province. Il est alors accompagné par plusieurs membres de sa famille, dont son frère Mohamed. Quand il rencontre l'armée de Mus'ab, près du canal de Dujayl, il mène ses forces à l'occasion de la bataille de Maskin. En face, nombre des partisans de Mus'ab, mécontents des taxes qu'il impose, décident de faire défection, d'autant que le principal général, Ibn al-Ashtar, meurt dès le début des combats. Abd al-Malik offre alors à Mus'ab de se rendre, en échange du gouvernorat de l'Irak ou de toute autre province de son choix mais celui-ci refuse et meurt au combat. 
Grâce à cette victoire, Abd al-Malik reçoit l'allégeance des dirigeants de Koufa et peut nommer des gouverneurs dans les provinces orientales du califat. Il envoie ensuite 2 000 Syriens soumettre Ibn al-Zubayr, toujours en dissidence dans le Hedjaz. L'expédition est dirigée par Al-Hajjaj ben Yusef, devenu l'un des généraux les plus réputés de son temps. Pendant plusieurs mois, il campe vers Taëf, à l'est de La Mecque. Il mène diverses escarmouches face aux partisans de Zubayr, dans la vallée du mont Arafat. Abd al-Malik lui envoie des renforts dirigés par Tariq ibn Amr, qui vient de reprendre Médine. En mars 692, Al-Hajjaj assiège ibn al-Zubayr dans La Mecque et n'hésite pas à utiliser des catapultes, qui endommagent la Ka'aba. Si 10 000 soldats, dont Zubayr et ses fils et partisans offrent leur reddition, Ibn al-Zubayr et certains de ses proches soutiens sont exécutés en septembre ou octobre. C'est alors la fin de la guerre civile qui a agité le califat, désormais unifié sous l'autorité d'Abd al-Malik. Le poète chrétien de sa cour, Al-Akhtal, en tire notamment des vers qui glorifient l'action du calife :
« C'est lui, le calife de Dieu. De lui nous attendons la pluie...
Les descendants d'Umayya sont les soutiens de la justice, amis de l'honneur, magnanimes ; quand le danger les menace, ils l'attendent de pied ferme.
Leur haute fortune ne les enfle pas : d'autres s'en seraient prévalus.
Terribles dans leur colère, tant qu'on leur résiste, ils sont les plus cléments des hommes après la victoire (...) plus prompts que les vents à secourir les malheureux qui les implorent. »
Abd al-Malik est attentif à se réconcilier avec l'élite du Hedjaz, notamment les Zubayrides et les Alides, souvent rivaux des Omeyyades. Il s'appuie sur les Banu Makhzum, un clan des Qurayshite, pour compenser l'absence de représentants directs des Omeyyades dans la région. Malgré cette pacification, Abd al-Malik demeure suspicieux et garde un oeil sur la situation politique. Il nomme notamment différents proches comme gouverneurs de Médine, dont al-Hajjaj, également nommé comme gouverneur du Yémen et du centre de l'Arabie. S'il garantit la paix, Al-Hajjaj se distingue surtout par sa rudesse, qui engendre des plaintes parmi la population. Il est alors remplacé par le beau-père d'Abd al-Malik, Hisham ibn Isma'il al-Makhzumi, nommé entre 701 et 706, qui n'hésite pas lui aussi à user de la répression.

### Consolidation du califat en Orient
Malgré son succès, Abd al-Malik doit composer avec une province irakienne instable. Il retire les troupes syriennes pour laisser aux seuls Irakiens la charge de la pacification de la région. Dans l'ensemble, la population est usée par le conflit avec les Kharidjites. C'est plus particulièrement le cas à Koufa, où il Abd al-Malik nomme son frère Bishr comme gouverneur, installant également un autre parent, Khalid ibn Abdallah, comme gouverneur de Bassora, avant que la ville ne passe aussi sous l'autorité de Bishr. Finalement, les Irakiens battent les Kharidjites de Najda ibn Amir al-Hanafi à Yamama en 692/693. Les Azraqites, autre mouvement kharidjite implanté en Perse, sont plus résistants. Ainsi, après la mort de Bishr en 694, les troupes irakiennes fuient devant eux à Ramhormoz.
Face aux difficultés en Irak, Abd Al-Malik, voyant en Al-Hajjaj un homme de confiance et efficace, le nomme gouverneur d'Irak en 697, et lui donne la liberté dans la gestion de ses territoires. Al-Hajjaj trouve de nombreux déserteurs à Bassorah et Koufa et leur enjoint de se battre. Il rétablit l'ordre, mais son mandat est marqué par de fréquentes révoltes à caractère religieux, révoltes qu'il arrive cependant à mater, grâce notamment à l'appui du calife et de troupes qui viennent en renfort. Il l'emporte notamment sur les Azraqites en 697. Une autre révolte kharidjite, menée par Shabib ibn Yazid al-Shaybani, éclate. Les factieux s'emparent notamment d'Al-Madain. Al-Hajjaj parvient, avec l'aide de renforts syriens, à secourir Koufa en 697, tandis que la révolte s'éteint dès l'année suivante. Satisfait des résultats, le calife renforce les pouvoirs d'Al-Hajjaj, en lui confiant également les provinces du Khorasan et du Sistan. Au Khorasan, il nomme comme son lieutenant Al-Muhallab ibn Abi Suffrah qui gère la région jusqu'à sa mort en 702. Là, il poursuit les velléités expansionnistes en Asie Centrale, même si elles ne mènent pas à de substantielles conquêtes sous Abd al-Malik. 
Al-Hajjaj mène une politique offensive envers les Irakiens, n'hésitant pas à menacer de mort ceux qui ne s'engagent pas contre les Kharidjites. Cependant, il réduit la solde des soldats irakiens, qui devient inférieure à celle des Syriens, provoquant immédiatement la grogne parmi la population. Pour Hugh Kennedy, c'est un mouvement délibéré de la part d'Al-Hajjaj. En 699, le conflit avec les forces irakiennes rebelles atteint son paroxysme, quand Al-Hajjaj donne l'ordre à Ibn al-Achath de mener une expédition dans le Zaboulistan. Rapidement, Ibn al-Achath et ses officiers ressentent mal les reproches fréquents d'Al-Hajjaj et les difficultés de la campagne, alors qu'ils sont contraints d'aller toujours loin vers l'est. Ils finissent par se révolter dans le Sistan et défont les forces d'Al-Hajjaj à Shushtar en 701, avant de prendre Koufa. Al-Hajjaj se réfugie à Bassora avec les forces syriennes et les Banu Thaqif, largement insuffisants pour faire face aux troupes irakiennes en sédition. Abd al-Malik réagit en leur offrant une paie équivalente à celle des Syriens et le remplacement d'Al-Hajjaj par Ibn al-Achath. Toutefois, ce dernier refuse cette proposition et Al-Hajjaj reprend l'initiative, battant son adversaire lors de la bataille de Day al-Jamajim en avril 702. Cette défaite doit beaucoup à la défection d'un nombre substantiel de soldats irakiens, à qui une amnistie est offerte en échange de leur reddition. Ibn al-Achath, suivi de ses principaux partisans, parvient malgré tout à fuir pour le Zaboulistan mais sans plus pouvoir constituer une menace.
Le succès d'Al-Hajjaj et d'Abd al-Malik met un terme aux révoltes des composantes irakiennes de l'armée califale, au profit des éléments syriens. Al-Hajjaj positionne notamment une garnison syrienne à Wasit, sur la route stratégique entre Bassora et Koufa. Il en profite pour renforcer son emprise sur l'administration de la province. Dans les faits, l'élite militaire syrienne prend le dessus sur la notabilité irakienne. En outre, les excédents fiscaux des terres fertiles du Sawad ne sont plus dirigés vers les tribus irakiennes mais abondent désormais le trésor califal. De ce fait, ces évolutions entérinent une centralisation du pouvoir du calife.

## Reprise de la guerre avec les Byzantins
En dépit de la conclusion d'une trêve de dix ans en 689 et de l'amélioration de la position d'Abd al-Malik, conforté par sa victoire contre al-Zubayr, c'est Justinien II qui décide de reprendre les hostilités. Il prend comme prétexte le fait que le calife paie le tribut avec sa propre monnaie, qu'il vient d'introduire et non avec la nomisma byzantine. Toutefois, seul Théophane le Confesseur rapporte cet événement. Sachant que la chronologie de son récit n'est pas toujours fiable, les historiens modernes sont dubitatifs. Pour Théophane et des sources syriaques ultérieures, la pomme de discorde se situe autour de la possession de Chypre. Justinien souhaite également déporter une partie de la population insulaire vers Cyzique, ce qui est prohibé par l'accord signé avec Abd al-Malik. Beaucoup d'historiens ont jugé l'action de Justinien téméraire au regard de la précarité de sa situation militaire face à la puissance omeyyade. Toutefois, pour Ralph-Johannes Lilie, ce n'est qu'une question de temps avant la reprise des hostilités par Abd al-Malik, l'empereur byzantin ayant pu préférer anticiper. 
Rapidement, la guerre tourne en défaveur des Byzantins qui sont lourdement vaincus lors de la bataille de Sébastopolis, dès 692. En 693-694, les forces califales bloquent une contre-offensive en direction d'Antioche,. Par la suite, les Byzantins sont sur la défensive et Abd al-Malik peut lancer plusieurs raids en Anatolie et en Arménie dirigés par son frère et ses fils, notamment Maslama ben Abd al-Malik et Abdallah ibn Abd al-Malik. Ces opérations posent les bases de futures conquêtes et culminent des années plus tard par le siège de Constantinople (717-718),. Pour Justinien II, ces défaites entraînent son renversement en 695, instaurant une longue période d'instabilité pour l'Empire byzantin, jusqu'en 717. En 698/699, l'empereur Tibère III Apsimar obtient une trêve auprès d'Abd al-Malik, imposant le retour des Chypriotes déportés en Anatolie mais également ceux déplacés par les Musulmans en Syrie. En 700, Mohamed, le frère d'Abd al-Malik, soumet l'Arménie. Les Arméniens tentent, une rébellion en 703 et s'allient avec les Byzantins mais Mohamed les vainc et fait exécuter les princes rebelles en 705. L'Arménie est alors annexée au califat, devenant la province d'Arminiya,.
Sur un autre front, en Afrique du Nord, Abd al-Malik poursuit les avancées musulmanes. En 682, lors de la bataille de Tahouda, les Byzantins alliés aux Berbères ont repris du terrain aux Musulmans, tuant notamment le gouverneur d'Ifriqiya, Oqba Ibn Nafi al-Fihri. Abd al-Malik envoie Zuhayr ibn Qays pour reprendre la situation en main. Il parvient notamment à tuer le chef berbère Koceïla lors de la bataille de Mammès (688). Toutefois, il est repoussé par les Byzantins et les Berbères et est tué à son tour. En 695, Abd al-Malik envoie Hassan Ibn Numan avec une armée de 40 000 hommes reprendre l'Ifriqiya. En quelques années, il s'empare de Kairouan, Carthage et Bizerte. L'empereur Léonce envoie une flotte reprendre Carthage en 696-697 mais, dès 698, Hassan reprend la cité, qu'il met à sac. C'est alors la fin de la présence byzantine en Afrique du Nord et la consécration de la domination musulmane sur le Maghreb. En parallèle, la cité de Tunis est fondée et devient le principal port de la région. Hassan poursuit ses expéditions conter les Berbères, tuant notamment leur reine, Dihya, entre 698 et 703.

## Fin de règne
Les dernières années du règne d'Abd al-Malik sont généralement décrites comme calmes sur le plan intérieur, garantissant une consolidation du pouvoir central. Les rivalités parfois sanglantes entre les Qaysites et les Yaman, tendent à décroître. Pour Dixon, c'est un succès dû à l'action du calife, qui parvient à soumettre les tribus à l'intérêt du gouvernement central, mettant fin aux manifestations violentes des contestations tribales. Le défi qui demeure est celui d'assurer la succession. Abd al-Malik s'efforce de légitimer son fils aîné, Al-Walid, en lieu et place du successeur désigné, par le Calife Marwan, ʿAbd al-ʿAzīz ibn Marwān, fils de ce dernier et, donc, frère d’Abd al-Malik. Abd al-Aziz campe sur ses positions, mais il meurt en mai 705, ce qui met un terme au problème. Il est alors remplacé comme gouverneur de l'Egypte par Abd Allah, autre fils d'Abd al-Malik. Ce dernier meurt seulement quelques mois plus tard, le 9 octobre. Selon certains chroniqueurs, la cause de sa mort serait la peste des Vierges, ainsi nommée parce qu'elle trouverait son origine dans la contamination de jeunes femmes de Bassora, avant de s'étendre en Irak et en Syrie. Il est enterré juste à l'extérieur de la porte de Bab al-Jabiya, à Damas.

## Réalisations

### Réformes
Parmi les principales réformes de Abd Al-Malik, on note l'arabisation de l'administration par la traduction des registres fiscaux en arabe, les réformes du système postal, de l'agriculture, du commerce, mais surtout la réforme monétaire faisant disparaître les monnaies sassanides et byzantines. Il frappe des pièces d'argent en 693 ou 694, puis d'or (le dinar) en 696.

#### La réforme monétaire
L'une des réformes majeures d'Abd al-Malik est la création d'une monnaie islamique. Jusqu'à présent, le califat a maintenu l'usage de la nomisma, la monnaie byzantine. Toutefois, à partir des années 690, celle-ci intègre l'image du Christ, ce qui rentre en contradiction avec l'aniconisme grandissant dans le monde musulman. C'est en 693 qu'apparaît le dinar. Cette nouvelle pièces fait figurer le calife comme chef spirituel et commandant militaire. Toutefois, après seulement quelques années, elle est remplacée par des inscriptions coraniques, en raison également du bannissement des images figuratives. En 698 ou 699, des changements similaires concernent le dirham d'argent en circulation dans les anciennes provinces des Sassanides. Les images des rois perses disparaissent même si la forme caractéristique de ces pièces, issue de l'époque sassanide, est maintenue. C'est ainsi que les archéologues, lors de fouilles, ont mis au jour des monnaies arabo-sassanides et arabo-byzantines.       La réforme monétaire allait de pair avec la réforme administrative ainsi qu'avec la centralisation du pouvoir qui définissait de façon précise le type des monnaies à frapper et créait ainsi une uniformisation du système monétaire du califat.

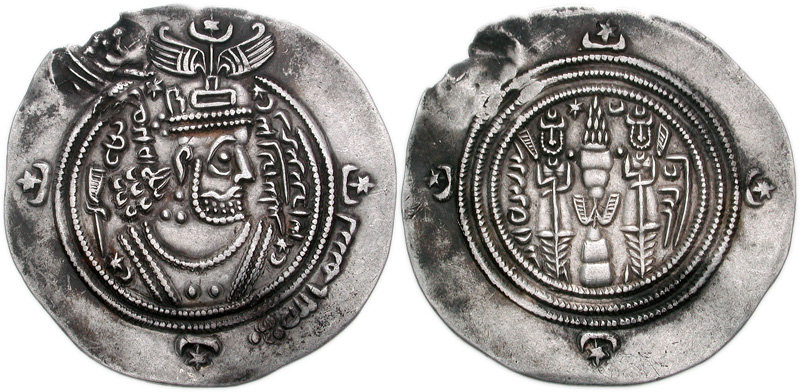
Dirham d'argent arabo-sassanide (675-676).

##### La période transitoire d'expérimentation: le «calife debout»
La seconde phase de 694 à 697 est celle dite du « calife debout » dont l'effigie, un personnage en costume arabe, figure sur toutes les émissions monétaires du califat, accompagnée de la Chahada ou d'autres légendes religieuses. Chahada : « J'atteste qu'il n'y a pas de divinité en dehors d'Allah et que Mahomet est le messager d'Allah ».
Le personnage debout, barbu, porte une coiffe descendant sur le côté de sa tête, avec une longue robe et tient une épée en biais vers la gauche. Souvent sont incorporés à la légende le nom d'Abd Al-Malik avec le titre de serviteur de Dieu et commandeur des croyants, ainsi que le nom du lieu de frappe.
Un exemple figure sur cette page (dinar à l'effigie d'Abd Al-Malik de 695).

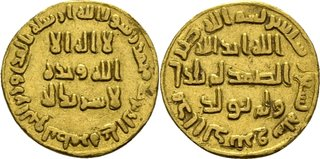
Dinar d'or frappé en 698-699 sous le califat d'Abd al-Malik (avers et revers).

##### Les monnaies aniconiques
Leurs émissions sont attestées à partir de 697 pour l'or, ou 699 pour l'argent. Plus d'allégories, plus de titres à la gloire du prince régnant, plus de portraits : ces monnaies étaient islamiques et devaient participer exclusivement de la louange de Dieu, le nom du calife lui-même en était absent. Elles ne portaient que du texte : des professions de foi calligraphiées dans une élégante écriture kufi.
Le cheminement suivi entre la copie des monnaies sassanides et byzantines dans un premier temps, pour aller vers une unité monétaire dans l'empire des Omeyyades, portée par une monnaie originale et aniconique souligne la rupture avec le monde byzantin. Cette monnaie créée sous le califat d'Abd Al-Malik survivra pendant plusieurs siècles.

### Réorganisation de l'armée
A la différence de ses prédécesseurs, qui optent pour une armée tribalisée, Abd al-Malik structure une armée plus centralisée. Ainsi, il préfère que les officiers soient issus du rang et promus du fait de leurs actions militaires plutôt qu'en raison de leur influence au sein d'une tribu. Les sources médiévales retranscrivent assez mal cette évolution, utilisant surtout des termes liés aux tribus pour décrire l'armée califale. Pour Hawting, il ne faut pas y voir une persistance de l'armée tribale des premiers califes mais plutôt que l'appartenance à certaines unités militaires reste liée à l'origine tribale. Abd al-Malik crée également une sorte de milice berbère, dénommée al-Waḍḍāḥiya, aux ordres directs du calife.
Sous Abd al-Malik, l'usage accru des troupes syriennes se fait au détriment des tribus irakiennes, dont les révoltes illustrent leur manque de fiabilité pour le pouvoir central. Avec les évolutions militaires, la solde ne concerne plus que les soldats effectivement en service, alors que le calife Omar a mis en place un système de soldes ou de rentes pour les vétérans des premières conquêtes et leurs descendants. Pour l'élite tribale irakienne, c'est une sorte de privilège qu'elle entend défendre alors que Al-Hajaj et le calife estiment que c'est un obstacle pour récompenser les soldats actifs. Ces rentes sont également supprimées pour les habitants du Hedjaz, dont les Quraychites. L'armée devient donc professionnelle. Toutefois, l'usage presque exclusif de soldats syriens, utilisés sur des fronts toujours plus étendus, entraîne des pertes non négligeables pour cette population. De ce fait, l'appareil militaire des Omeyyades tend à s'affaiblir sur la durée.

### Architecture

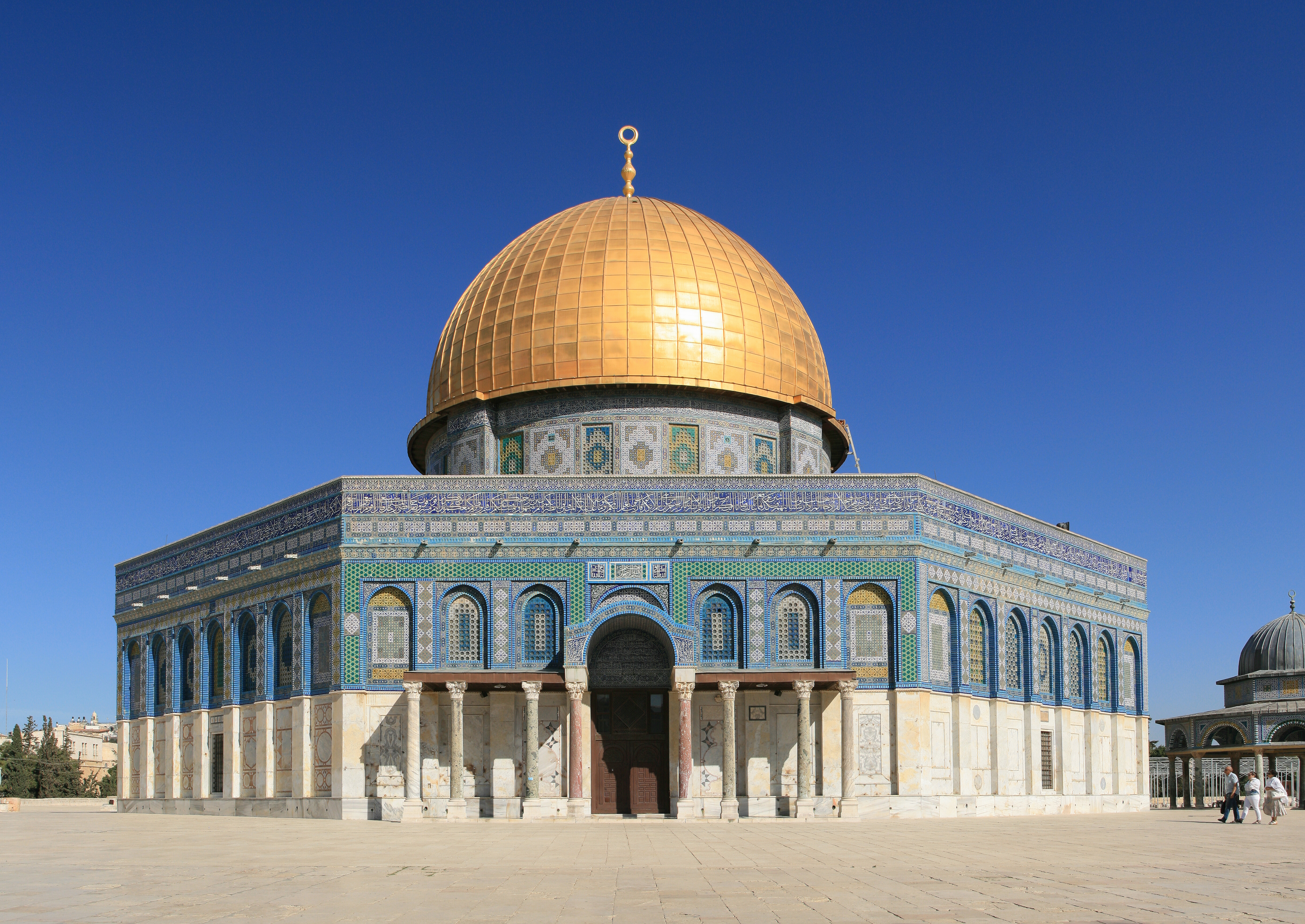
Photographie du Dôme du Rocher, bâti sous Abd al-Malik.

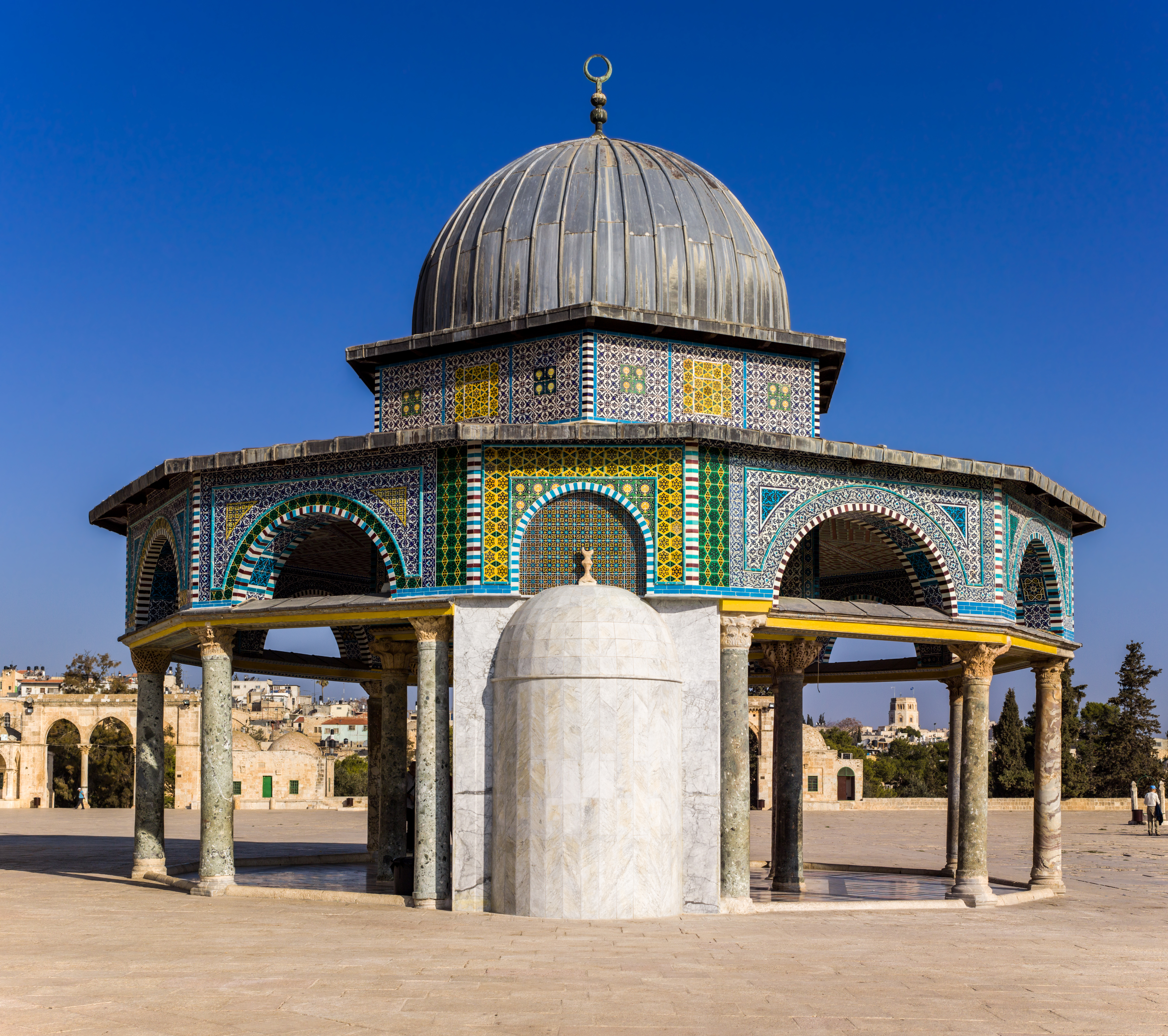
Photographie du dôme de la Chaîne, édifié également sous Abd al-Malik.

Entre 685 et 688, Abd al-Malik lance la construction du Dôme du Rocher à Jérusalem. La dédicace sur le bâtiment évoque l'année 691-692 mais les historiens s'accordent pour y voir la date de fin de construction. Il s'agit du premier bâtiment religieux connu à avoir été construit sur ordre d'un calife. On y retrouve également les premières inscriptions épigraphiques faisant référence à l'islam et à Mahomet. Tout en étant influencé par l'art byzantin, le Dôme du Rocher est une étape fondamentale dans la structuration d'un art islamique,.
Les sources médiévales hésitent sur les motivations d'Abd al-Malik. Quand il lance la construction du Dôme, il est engagé dans une guerre contre les Chrétiens de Syrie mais aussi contre ibn Al-Zubayr qui contrôle La Mecque, le centre la religiosité musulmane. De ce fait, le Dôme peut-être perçu comme une célébration de son succès, notamment en consacrant la spécificité de la religion musulmane au sein de Jérusalem, ville sainte des Chrétiens et des Juifs. L'édifice peut aussi être vu comme une alternative à la Ka'aba de la Mecque, alors inaccessible. Toutefois, cette interprétation est souvent le fruit d'auteurs hostiles aux Omeyyades, qui cherchent alors à dénigrer Abd al-Malik et à remettre en cause ses convictions religieuses. En effet, il semble improbable qu'il ait voulu construire une alternative au pèlerinage de la Mecque, même si certains historiens estiment que cette hypothèse ne peut être rejetée.
L'action architecturale d'Abd al-Malik se limite largement à Jérusalem. Il est notamment considéré comme le fondateur du dôme de la Chaîne et comme ayant décidé d'étendre les limites du Mont du Temple pour y inclure le rocher de la Fondation. Il fait également bâtir deux portes d'accès à ce mont, possiblement la porte du prophète et la  porte de la miséricorde. Selon Théophane le Confesseur, qui s'appuie peut-être sur une source syro-palestinienne, Abd al-Malik essaie de retirer deux colonnes d'un sanctuaire chrétien à Gethsémani pour aménager la Ka'aba. Il en aurait été dissuadé par son trésorier chrétien, Sarjoun ibn Mansour et un autre notable chrétien, du nom de Patricios, originaire de Palestine.

## Historiographie
Pour Julius Wellhausen, Abd al-Malik est considéré comme le calife omeyyade le plus célébré par les chroniqueurs islamiques. Hugh Kennedy considère que son règne est une période de succès acquis de haute lutte. Le chroniqueur Al-Yaqubi, qui écrit au IXe siècle, le dépeint comme un dirigeant courageux, sagace et perspicace mais également avare. Sa politique est largement poursuivie par son fils, Al-Walid, dans ce qui est considéré comme l'apogée de la période omeyyade. Certaines réformes administratives d'Abd al-Malik sont d'une grande importance, tandis que son œuvre de pacification et d'unification du califat facilite la poursuite de l'expansion territoriale. Jusqu'à la fin de la dynastie omeyyade en 743, trois autres fils d'Abd al-Malik gouvernent puisque al-Walid est suivi par Sulayman, puis Yazīd II après l'intermède d'ʿUmar II puis finalement Hicham dont la mort marque la fin des Omeyyades. De ce fait, les sources musulmanes le surnomment souvent le « père des rois ». De même, les dirigeants du califat omeyyade de Cordoue, seul territoire qui échappe aux Abbassides après 743, sont issus en lignée directe d'Abd al-Malik. Selon Chase Robinson, si Mu'awiya a introduit le concept de succession dynastique au sein du califat, Abd al-Malik l'a largement consolidé.

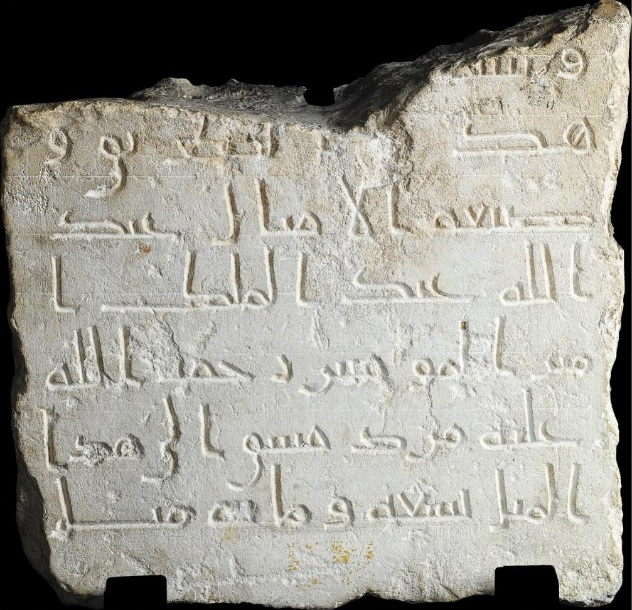
Une borne datant du règne d'Abd al-Malik, érigée sur la route de Jérusalem à Damas.

Sous Abd al-Malik, les Omeyyades concentrent de nombreux leviers du pouvoir. Ses frères et ses fils détiennent presque tous les postes de gouverneurs de provinces et ont la haute main sur l'administration syrienne. De même, sa cour à Damas est largement dominée par les Omeyyades, surtout depuis l'arrivée de ceux qui résidaient jusque-là à Médine. Il maintient des liens étroits avec les Sufyanides au travers de liens maritaux et de nominations officielles. Ainsi, Khalid, le fils de Yazid Ier, occupe des fonctions importantes à la cour et dans l'armée et il épouse A'isha, une fille d'Abd al-Malik. Celui-ci épouse d'ailleurs Atika, une soeur de Khalid, qui devient rapidement sa femme favorite.
Avec sa victoire contre ses opposants, Abd al-Malik lance une véritable campagne de consolidation du pouvoir des Omeyyades. Celui-ci a été fragilisé par la mort de Mu'awiya et les difficultés de sa succession. Abd al-Malik prend alors conscience des limites du système décentralisé de son prédécesseur. Il connaît les limites de sa légitimité, du fait notamment de l'influence toujours forte d'un tribalisme éclaté et souvent rétif à toute autorité centrale. De même, il doit faire face à la résistance des Chrétiens, attisée par les Byzantins, tandis que les élites musulmanes plaident pour une réaction plus forte, surtout sur le plan religieux. En établissant une administration centrale forte, il préfigure l'organisation à venir des entités musulmanes médiévales. Toutefois, comme le note Hugh Kennedy, il ne peut complètement effacer les divisions sociales, économiques et politiques de son califat, qui restent une source de fragilité pour ses successeurs, jusqu'à la chute des Omeyyades.
Selon Wellhausen, le gouvernement du califat gagne en technicité et en hiérarchie sous Abd al-Malik, sans atteindre le degré de sophistication à venir sous les Abbassides. Il s'appuie fortement sur les hauts fonctionnaires de la cour, sur un mode plus formel que les Sufyanides. Il centralise la perception des taxes et met fin à la pratique consistant, pour les gouverneurs de province, à garder une large part des revenus locaux. Ainsi, il soutient fermement la politique d'Al-Hajjaj de collecte de l'impôt foncier, tout en demander à Abd al-Aziz de faire de même en Egypte, apparemment sans succès. Abd al-Malik crée différents services administratifs. Il lui est souvent attribué la mise en place d'un service postal pour mieux faire circuler l'information depuis et vers Damas. Il fait restaurer les routes menant à divers endroits, notamment Jérusalem, comme en témoignent diverses bornes. Il s'intéresse surtout à la Palestine, dont la position centrale entre la Syrie et l'Egypte et englobant la région de Jérusalem en fait un pivot stratégique du califat.